# كلفن بيرت
كلفن بيرت (بالإنجليزية: Kelvin Burt)‏ هو سائق سباق بريطاني، ولد في 7 سبتمبر 1967 في برمنغهام في المملكة المتحدة.